# Il bacio della fata
Il bacio della fata (Le baiser de la fée) è un balletto neoclassico del 1928 con musica di Igor' Fëdorovič Stravinskij e la coreografia di Bronislava Nižinskaja.

## Storia
Nel 1927 Stravinskij stava ancora ultimando la musica dell'Apollon Musagète quando Ida Rubinštejn gli chiese di realizzare un balletto per i suoi spettacoli. Il compositore amava moltissimo Pëtr Il'ič Čajkovskij e quando Alexandre Benois, che lavorava con la ballerina, gli propose la possibilità di creare un balletto sulla sua musica, Stravinskij accettò subito, tanto più che era libero di scegliere argomento e trama dell'opera. La scelta cadde su La vergine dei ghiacci di Hans Christian Andersen, scrittore che egli conosceva bene e che sentiva affine a Čajkovskij per sensibilità. L'opera fu composta a Talloires tra l'aprile e il settembre 1928 e, dopo solo quattro prove con l'orchestra, anche se la coreografia della Nižinskaja non convinceva del tutto il compositore, andò in scena per la prima rappresentazione all'Opéra di Parigi il 27 novembre 1928. Gli interpreti furono Ida Rubinštejn, Ludmilla Schollar, Anatole Vilzak; le scene ed i costumi di Alexandre Benois, l'orchestra dell'Opéra diretta dallo stesso Stravinskij.

## Trama
Una donna, stringendo a sé il proprio bambino, avanza a fatica sotto la neve. Sopraggiunge la Fata dei ghiacci che mette al collo del piccolo un talismano e lo bacia sulla fronte per poi allontanarsi mentre gli uomini di un villaggio vicino arrivano in soccorso. Passati vent'anni il bimbo è diventato un bel giovane prossimo a sposarsi con la figlia del mugnaio. Durante una festa, alla vigilia delle nozze, una zingara misteriosa legge la mano al giovane che rimane turbato e smarrito. Il giorno del matrimonio, durante i preparativi, appena la fidanzata si allontana, appare al giovane una donna velata; egli solleva il velo e riconosce la zingara del giorno prima, ora adornata di gioielli di ghiaccio e dal fascino regale: è la Fata dei ghiacci che giunge a riprendere il giovane segnato da quel bacio che lo aveva consacrato a lei. Egli la segue ammaliato nel suo mondo glaciale lasciando la fidanzata ad attenderlo invano.

## Analisi
Con la partitura di Le baiser de la fée Stravinskij fece quello che, in certa misura, aveva già fatto con la musica di Giovanni Battista Pergolesi in Pulcinella. L'amore per l'opera di Čiajkovskij però non lo portò certo ad usarne la musica travisandola in modo quasi grottesco come aveva fatto con l'altro balletto, bensì a trattarla con affetto e tenerezza. Stravinskij scelse per la sua realizzazione solo parti vocali o pianistiche di Čiajkovskij e non opere orchestrali. Comunque più della metà dei brani che compongono il balletto sono originali di Stravinskij, gli altri rivisitati, sviluppati o intramezzati da pezzi originali. Il musicista nel 1934 trasse da quest'opera un Divertissement, suite sinfonica in quattro movimenti che, per il non eccessivo numero di orchestrali richiesti, è facilmente eseguibile. La coreografia di Bronislava Nijinskaja si adeguò perfettamente allo spirito del lavoro, rifacendosi al tardo Ottocento ma tenendo anche presenti le novità introdotte nella danza durante i venti anni di attività della compagnia dei Balletti Russi di Sergej Djagilev. L'opera si articola in quattro scene: Berceuse dans la tempête, La fête au village, Près du moulin, Épilogue: berceuse des félicités etérnelles.

## Organico orchestrale
Ottavino, due flauti, due oboi, corno inglese, due clarinetti, clarinetto basso, due fagotti, quattro corni, tre trombe, tre tromboni, basso tuba, grancassa, timpani, arpa, archi.

## Altre realizzazioni coreografiche
Frederick Ashton, 26 novembre 1935, Londra, Sadler's Wells Theatre. George Balanchine, 27 aprile 1937, New York, Metropolitan Opera House. Nicholas Beriozoff, 5 luglio 1958, Stoccarda, Staatstheater. Kenneth MacMillan, 12 aprile 1960, Londra, Covent Garden.